# Ламбіту
Ламбі́ту (індонез. Lambitu) — один з 18 районів округу Біма провінції Західна Південно-Східна Нуса у складі Індонезії. Розташований у центрально-східній частині. Адміністративний центр — село Самборі.
Населення — 5135 осіб (2013; 5116 в 2012, 5074 в 2010).

## Адміністративний поділ
До складу району входять 5 сіл:
| Населений пункт | Населення, осіб (2010) |
| --------------- | ---------------------- |
| Каборо, село    | 596                    |
| Каова, село     | 496                    |
| Кута, село      | 884                    |
| Самборі, село   | 1703                   |
| Тета, село      | 1395                   |